# Нотное издание
Но́тное изда́ние — издание, основным и главным материалом которого является нотная запись музыкального произведения (произведений).

## Основные сведения
В нижнем колонтитуле каждой полосы нотного издания принято размещать регистрационный номер (называемый также государственным номером или номером доски). Эта традиция восходит к времени гравировки нот на металлических досках. На случай возможного переиздания доски издательства сохранялись, а для удобства поиска все доски, относящиеся к одному произведению (или к одному изданию), имели один номер. Когда вместо металлических носителей для оригинал-макета нотных изданий стали использовать бумагу, необходимость в регистрационных номерах стала не такой острой, а с переходом на компьютерный набор отпала вовсе. Тем не менее, ГОСТ 7.4—95 требует размещать государственный номер доски в нижней части каждой нотной полосы под нотоносцем. Продолжают пользоваться номерами досок и старые зарубежные издательства.